# Shining Star (Earth, Wind & Fire)
Shining Star is een single van Earth, Wind & Fire. Het is afkomstig van hun album That's the Way of the World. Het lied is geschreven door de bandleden Maurice White (zanger, percussie), Philip Bailey (zang) en Larry Dunn (toetsinstrumenten). White kreeg inspiratie voor dit lied toen hij de reeds opgenomen liedjes 's nachts terugluisterde en zijn blik op de sterrenhemel richtte. Het lied is deels bekend vanwege het a capella slot, dat plotseling komt. Er gingen in de Verenigde Staten meer dan een miljoen exemplaren over de toonbank. Het kreeg een Grammy Award toebedeeld als beste r&b-nummer.

## Hitnotering
Shining Star betekende de eerste nummer 1 voor Earth, Wind & Fire in de Billboard Hot 100 (in twintig weken notering). Het verkoopsucces in Nederland was stukken minder, maar wel meer dan in België. Daar haalde Shining Star de hitparades niet.

### Nederlandse Top 40
| Positie | 38 | 26 | 23 | 24 | 35 | uit |

### NederlandseDaverende 30
| Positie | 24 | 14 | 15 | 21 | uit |

### NPO Radio 2 Top 2000
Shining Star stond alleen in 1999 in de NPO Radio 2 Top 2000, op plek 1747.

## Covers en gebruik in de media
Er is een tiental covers bekend. Daarbij zijn die van Stryper (1990) en Chaka Khan (2007) de bekendste.
In 2017 was het lied te horen in een reclame voor Walmart.